# Magnettonplatte
Eine Magnettonplatte war ein Tonträger, der auf einer Platte durch Magnetisierung aufzeichnet.
Das Funktionsprinzip ähnelt so einer modernen Festplatte.
Er wurde 1948 in Diktiergeräten eingeführt (in Deutschland etwa mit dem Dimafon der Firma Wolfgang Assmann GmbH aus Bad Homburg vor der Höhe) und später durch Tonband und Compact Cassetten verdrängt.